# Colonie de Lagos
1862–1906
Entités suivantes :
- Protectorat du Nigeria du Sud

La colonie de Lagos est une colonie britannique autour de la ville de Lagos, dans l'actuel Nigeria. Elle a existé du 5 mars 1862, jusqu'en février 1906 date de son intégration dans le protectorat du Nigeria du Sud. En 1872, Lagos était un comptoir marchand de 60 000 habitants.

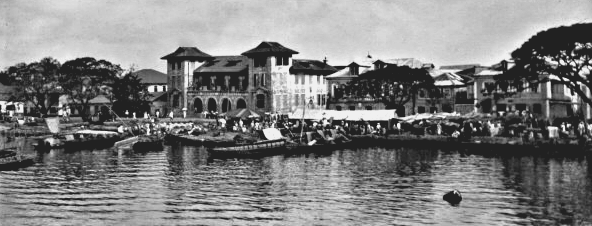
Le port de Lagos au XIXe siècle.

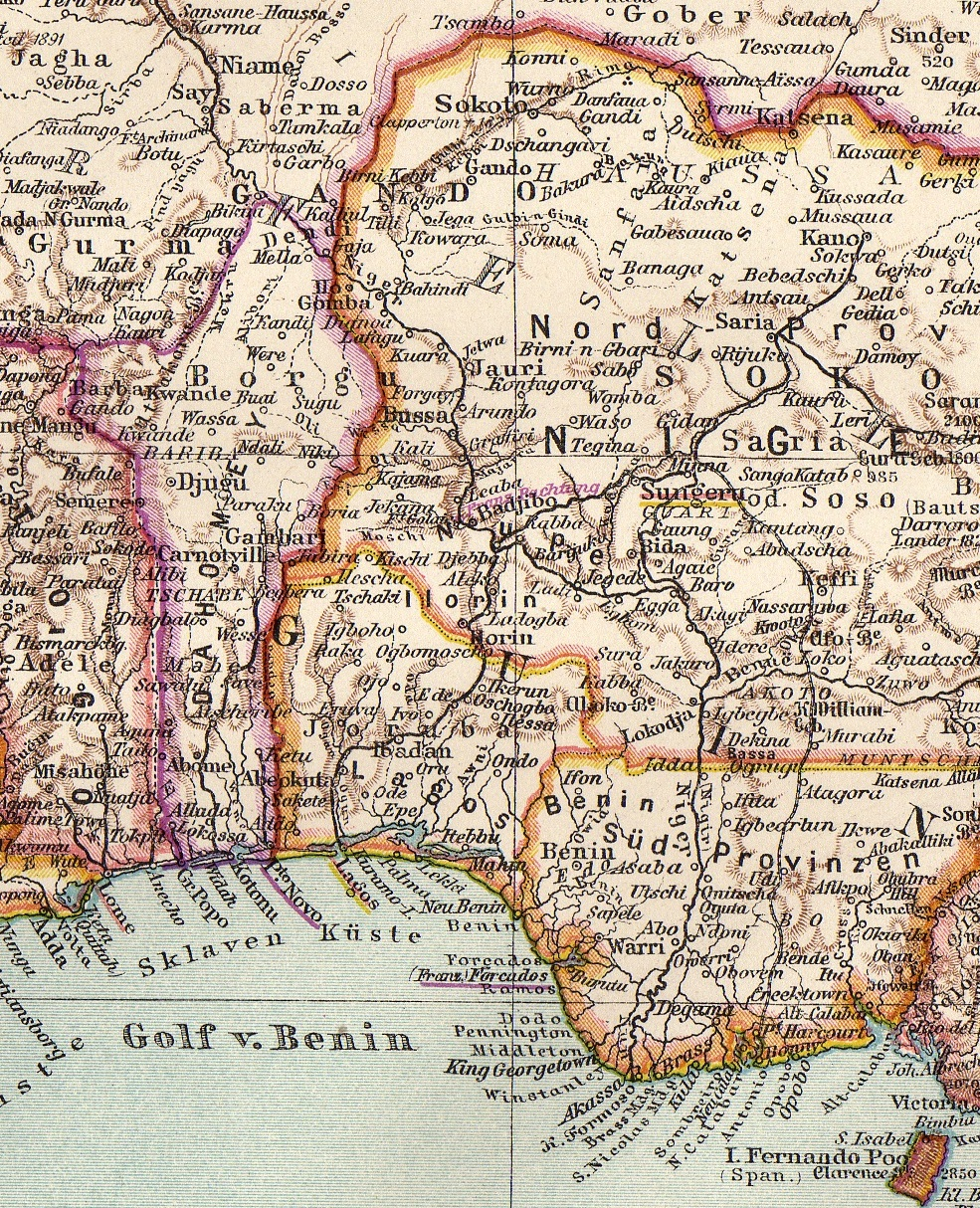
La Colonie de Lagos (au centre) au début du XX avant son intégration dans le Nigéria du Sud.